# William Stamer
Sir William Stamer, 1. Baronet (* 1765; † 14. Januar 1838 nahe Kingston, County Dublin) war Ratsherr von Dublin und zweimaliger Lord Mayor der Stadt.
William Stamer wurde als Sohn von Thomas Stamer und Catharine Lovelace geboren. Im Jahr 1795 wurde er Sheriff von Dublin. Nachdem er am 7. Juli 1800 zum Ratsherrn in Dublin gewählt wurde, bekleidete er von 1809 bis 1810 sowie erneut von 1819 bis 1820 das Amt des Lord Mayor von Dublin. Daneben war Stamer für viele Jahre Polizeimagistrat der Stadt. Am 15. Dezember 1809 wurde ihm der erbliche britische Adelstitel eines Baronet, of Beauchamp in the County of Dublin, erhoben.
Stamer war seit dem 24. September 1791 mit Martha Rawlings verheiratet. Aus der Ehe gingen zwei Söhne und vier Töchter hervor. Stamer starb am 14. Januar 1838 im Alter von 74 Jahren in seinem Haus nahe Kingston im County Dublin. Seinen Adelstitel erbte sein älterer Sohn Lovelace Stamer (1797–1860) als 2. Baronet.